# BattleTech: The Crescent Hawks' Revenge
BattleTech: The Crescent Hawks' Revenge è un videogioco tattico in tempo reale per MS-DOS del 1990, basato sull'universo immaginario BattleTech. Il gioco, sequel di BattleTech: The Crescent Hawk's Inception, venne sviluppato da Westwood Studios e prodotto da Infocom come il precedente.

## Trama
L'ambientazione generale è quella di BattleTech, dove l'umanità ha colonizzato una larga porzione di Via Lattea, poi suddivisa in Stati interstellari controllati da dinastie nobiliari guerrafondaie. In conseguenza di ciò, la galassia è divenuta teatro di ostilità interminabili. Tra le tecnologie militari del futuro sono diffusi i mech, grandi robot umanoidi detti BattleMech, guidati da piloti detti MechWarrior.
I Crescent Hawks sono una piccola unità d'élite in forza al Commonwealth Lirico, creata dall'arconte Katrina Steiner per eseguire operazioni militari segrete.
Trasferitasi con il loro comandante, Jeremiah Youngblood, sul pianeta Pacifica, l'unità rimase non operativa fino al 3028, quando venne ripristinata da Jason Youngblood (figlio di Jeremiah), in seguito all'invasione di Pacifica da parte della Lega Draconis, avvenuta nel videogioco precedente.
La trama di BattleTech: The Crescent Hawks' Revenge ha inizio dagli eventi narrati in BattleTech: The Crescent Hawk's Inception, con il personaggio principale Jason Youngblood che prosegue nella sua ricerca del padre scomparso.
Il diciannovenne MechWarrior Jason Youngblood ha ricevuto il benestare da parte di Katrina Steiner per effettuare una missione di ricerca del proprio padre, impiegando risorse del Commonwealth Lirico, inclusi alcuni membri del riunito gruppo militare dei Crescent Hawks, fra cui il veterano e amico Rex Pearce.
Aprile 3029: Jason è diretto sul pianeta Lyons, dove è di stanza una guarnigione dell'unità mercenaria dei Kell Hounds (il capitano Jeremiah Youngblood fu anche membro di tale compagnia) in cerca d'informazioni. Nell'orbita di Lyons, la Nave da Sbarco di Jason viene colpita da caccia aerospaziali della Grande Casata dei Kurita ed è costretta ad un atterraggio d'emergenza, sullo specchio di un lago. Nello schianto, la nave subisce danni estesi e trova la morte il suo pilota (capitano Victor Stewart), mentre altri MechWarrior restano feriti. La nave è in affondamento e un BattleMech della Lega Draconis sopraggiunge per eliminare i sopravvissuti, ma un pilota dei Kell Hounds, Rick Anderson, a bordo del proprio mech sventa l'attacco. Anderson informa loro che l'incursione della Lega Draconis è guidata da un comandante di nome Chiun, il quale sostiene d'aver intrapreso l'incursione a sorpresa, per rivendicare il diritto ad ottenere una "Vendetta". Altri mech ostili tentano in seguito di attaccarli, ma vengono sconfitti da Jason, Rex e da un loro commilitone, il sergente Kurt Graham.
All'arrivo alla base dei Kell Hounds, i Crescent Hawks apprendono dal comandante, il capitano Kaitlin Shaw (secondo in comando dei Kell Hounds), che squadre di fanteria Kurita sono penetrate nel complesso. Youngblood, Pearce e Graham, vengono inviati a recuperare preziosi missili stoccati, dotati di un particolare sistema di guida, al fine d'impedire che cadano in mano nemica. Il compito viene adempiuto e respinto l'attacco alla base, il colonnello Morgan Kell, leader e celebre cofondatore dei Kell Hounds, si congratula con Jason e i suoi compagni per il successo ottenuto.
Viene preparata una missione al fine di prendere il quartier generale della Lega Draconis sul pianeta, attaccandone su due lati le difese, recidendone le comunicazioni e costringendo infine il nemico al ripiegamento.
Dopo essere entrati fra le linee nemiche, il colonnello Chiun sfida Jason a duello, confessandogli d'avere ucciso il padre. Il colonnello viene sconfitto e in seguito alla distruzione del quartier generale l'alto ufficiale e le forze al suo comando si ritirano.
Il colonnello Kell giudica falsa l'affermazione di Chiun sul capitano Youngblood, ritenendo che Jeremiah sia vivo e che sia stato condotto sul pianeta Dieron, per essere interrogato a proposito del ritrovamento del vecchio bunker su Pacifica e, più in generale, su importanti questioni militari del Commonwealth Lirico. Un'incursione su Dieron viene pianificata. I Kell Hounds forniscono ai Crescent Hawks equipaggiamento e soldati, concedendo a Rick Anderson di diventare loro membro.
Su Dieron, i Crescent Hawks assaltano una struttura detentiva e ne liberano i prigionieri, tra i quali proprio il capitano Jeremiah Youngblood.
Sulla via del ritorno, Chiun sfida ancora una volta Jason e questi lo sconfigge ancora una volta.
Per le sue azioni eroiche, Katrina Steiner promuove Jason al rango di capitano e gli assegna il comando dei Crescent Hawks.
Nel 3030, Kurt Graham si congeda dai Crescent Hawks per formare una propria unità mercenaria. Nel 3039 i Crescent Hawks vengono impiegati nella "Guerra del 3039". Cessate le ostilità, Rex Pearce si ritira dal servizio militare.
Nell'agosto del 3049, formazioni da combattimento non identificate, provenienti dagli abissi remoti e sconosciuti della lontana Deep Periphery, sconvolsero la Inner Sphere, a partire dai territori della Lega Draconis: i Clan.
Per via dell'Invasione dei Clan, nel novembre 3051 i Crescent Hawks vengono chiamati su Arc-Royal (pianeta che fa anche da base ai Kell Hounds), per ricevere una serie d'aggiornamenti cruciali per mezzo dell'Arc-Royal Combat Training Program (Piano di Addestramento al Combattimento di Arc-Royal), riguardo a BattleMech e armi di nuova generazione.
In seguito al completamento dell'addestramento, sia i Crescent Hawks che i Kell Hounds vengono inviati per coadiuvare i Kurita nella difesa di Luthien (pianeta-capitale della Lega Draconis) colpito dalla discesa dei Clan.
Sulla rotta per Luthien, nel dicembre del 3051, viene ricevuta una richiesta di soccorso proveniente dal vicino pianeta Kaesong: i Blazing Aces, piccola unità mercenaria guidata dal nobile Gideon Braver Vandenburg, è sotto attacco da parte dei Clan. I Crescent Hawks rispondono alla chiamata, ma quando giungono nell'orbita di Kaesong, i sensori rilevano la presenza sulla superficie di un unico mech superstite dei Blazing Aces, assalito da cinque ostili. Youngblood interviene, ma Gideon Braver viene trovato ferito a morte.
All'arrivo su Luthien, i Crescent Hawks vengono posti sotto il comando della Lega Draconis. L'ufficiale Kurita incaricato si rivela essere Chiun.
In una missione di scorta, un convoglio carico di munizioni viene posto sotto attacco da un gran numero di reparti: Jason viene informato da Chiun che le sue forze sono state tagliate fuori. Rinforzi vengono inviati, ma i Crescent Hawks, incaricati della scorta, devono sopravvivere, salvaguardando il convoglio.
Successivamente, l'unità di Jason viene schierata a sostegno dei Kell Hounds per proteggere la capitale di Luthien, Imperial City. Essi vengono sostenuti da forze della Lega Draconis di cui fa parte anche il figlio del comandante Chiun. A seguito della positiva conclusione della missione, le medesime unità vengono messe in campo ancora una volta per tutelare Imperial City. Questa volta, l'obiettivo è combattere mentre il Coordinatore Takashi Kurita (Lord della Lega Draconis) conduce la sua unità operativa personale, contro gli aggressori: la difesa ha successo e i Clan vengono indirizzati altrove.
Da ultimo, ai Crescent Hawks viene ordinato d'intercettare Ilnay Techus, Comandante Galattico dei Clan, prima che possa raggiungere la propria Nave da Sbarco e fuggire. Il mech del comandante viene abbattuto e il Coordinatore Takashi rimanda Ilnay Techus dal suo "Ilkhan" (Ulric Kerensky, leader dei Clan), con l'onta di dover a quegli riferire personalmente della sconfitta subita.
In seguito alla battaglia di Luthien, i Crescent Hawks si guadagnano il rispetto dei Kurita (ora alleati).
L'Arconte Melissa Steiner, succeduta alla madre Katrina nel ruolo di guida del Commonwealth Lirico, richiama i Crescent Hawks sul pianeta Pacifica: per la loro esperienza sulla minaccia dei Clan, essi vengono rimossi dal servizio attivo e assegnati all'addestramento specializzato di altre unità.
Jason Youngblood viene nominato istruttore presso la Pacifica Training School che lo aveva visto cadetto.

## Modalità di gioco
BattleTech: The Crescent Hawks' Revenge impiega un meccanismo di strategia in tempo reale che concede al giocatore di mettere in pausa la partita ogni volta che gli ordini sono stati impartiti a un'unità, al fine di pianificare le successive mosse. Il tempo di gioco, può essere accelerato o rallentato, mentre i salvataggi sono possibili solo dopo aver completato la missione. Il sistema di combattimento ricalca le regole del gioco da tavolo BattleTech.
La campagna, esclusivamente di tipo singleplayer, consta di 27 missioni su 5 mondi differenti, in cui al giocatore viene dato il controllo di un gruppo composto da un massimo di 4 mech e altre 2 unità. I mech dell'unità principale sono controllati individualmente, mentre agli altri due gruppi vengono inviati ordini alla squadra nel suo complesso. Gli obiettivi delle varie missioni vanno dall'impegnare unità nemiche per un lasso di tempo, al proteggere convogli, attaccare strutture o unità ostili. In certi frangenti, i giocatori possono richiedere il supporto aereo o dell'artiglieria, oppure ottenere una ricognizione satellitare.
Alcune missioni hanno finali multipli che danno accesso a percorsi diversi nella storia. Al completamento del gioco, viene sbloccata una modalità che lascia al giocatore la libera scelta delle proprie forze e di quelle avversarie da schierare su di una qualsiasi delle mappe precedentemente affrontate.
I mech presenti nel gioco possono essere di circa 50 modelli, suddivisi in quattro classi di stazza.
Le armi impiegabili appartengono alle categorie a energia, balistiche e missilistiche. Tutte le categorie liberano quantità di calore deleterio per il regolare funzionamento del mech; oltrepassata una certa soglia di sicurezza, si innesca infatti l'auto-spegnimento temporaneo del BattleMech.